# はなよりほかに
『はなよりほかに』は、熊木杏里の6枚目のアルバム。2009年11月6日にキングレコードからリリース。

## 解説
通常盤と初回限定盤の2種類があり、初回限定盤のみボーナス・トラックが2曲収録。

## 収録曲
作詞・作曲：熊木杏里（特記以外）
1. 君の名前
  - 編曲：坂本昌之
  - 14thシングル。
  - 特に注記はないが、シングルとアレンジが異なる。
  - ベスト・アルバム『風と凪』にも、このバージョンで収録。
2. 今日という日の真ん中
  - 編曲：住友紀人
3. 花言葉
  - 編曲：坂本昌之
  - 13thシングルのカップリング。
  - 京王グループ2009「京王×高尾山」CMソング。
4. センチメンタル
  - 編曲：住友紀人
5. 未来写真
  - 編曲：坂本昌之
6. 桜見る季節
  - 編曲：坂本昌之
  - 13thシングルのカップリング。郡山健康科学専門学校CMソング。
7. 祈り
  - 編曲：住友紀人
  - 14thシングルのカップリング。
8. 天使
  - 編曲：住友紀人
9. Snow
  - 編曲：住友紀人
10. 一千一秒
  - 編曲：坂本昌之
  - ベスト・アルバム『風と凪』はライブバージョンが収録。
  - 2ndミニ・アルバム収録「一千一秒 2013ver.」がたまひよ・こどもちゃれんじ合同CM「しあわせをそだてよう」篇のCMソング。
11. バイバイ
  - 編曲：黒田晃年
12. 光
  - 作曲：渡辺善太郎
  - 映画『重力ピエロ』イメージソング。
  - 初回限定盤のみ収録のボーナス・トラック
13. ふるさと
  - 作詞：高野辰之／作曲：岡野貞一
  - 2009 SPRING TOURのライブ音源。
  - 初回限定盤のみ収録のボーナス・トラック